# جين رينو (مصممة رقص)
جين رينو هي مصممة رقص كندية، ولدت في 27 أغسطس 1928.